# Копнеж на роба
„Копнеж на роба“ (изписване до 1945 година: Копнежъ на роба) е български вестник, излязал през февруари 1933 година в Горна Джумая, България.
Печата се в печатница Братя Пилеви. Вестникът стои на националистически позиции. Издава се от редакционен комитет от младежи. Подкрепя михайловисткото крило на ВМРО.